# Großer Hamletwurm
Der Große Hamletwurm (Ophelia limacina) ist ein mariner Ringelwurm aus der Gattung Ophelia innerhalb der Vielborster-Familie der Opheliidae, der in Meeren auf der gesamten Nordhalbkugel verbreitet ist.

## Merkmale
Der Große Hamletwurm hat einen bis etwa 5,5 cm langen, spindelförmigen, rosa- bis fleischfarbenen Körper mit 33 bis 40 Segmenten und einer Bauchrinne, die am 6. bis 9. Segment beginnt und bis zum Körperende verläuft. Das kegelförmige Prostomium ist sehr klein. Die Notopodien und Neuropodien haben die Form kleiner gerundeter Lappen. Etwa 16 bis 24 Segmente ab dem 6. borstentragenden Segment tragen Kiemen, die bei den letzten 4 bis 10 borstentragenden Segmenten fehlen. Alle Borsten sind glatt und kapillarförmig, wobei sie an den hinteren Segmenten sehr lang werden. Das Pygidium hat zwei lange Papillen und rückenseitig einen Halbkreis von 8 bis 14 kleineren dünnen Papillen.

## Verbreitung und Lebensraum
Ophelia limacina ist kosmopolitisch in sämtlichen Weltmeeren verbreitet, so unter anderem im nördlichen Atlantischen Ozean einschließlich der Nordsee, der Ostsee, im Mittelmeer und der Arktis, aber auch im nördlichen Pazifischen Ozean verbreitet.
Der Große Hamletwurm lebt auf Sand von der Gezeitenzone bis in Tiefen von 500 m Tiefe.

## Lebensweise
Ophelia limacina gräbt sich frei lebend durch das sandige Sediment. Sie ernährt sich von Detritus und Bakterien, indem sie eher raue Sandkörner verschluckt, die eine relativ große Oberfläche haben und an denen somit möglichst viel organische Substanz und Bakterien haften.

## Entwicklungszyklus
Über den Entwicklungszyklus des Großen Hamletwurms liegen keine Untersuchungen vor.